# 张迈曾
张迈曾（1954年11月—），河北沧县人，西安交通大学社会科学系毕业，中共中央党校研究生学历。1976年9月加入中国共产党。中華人民共和國政治人物。

## 从政经历
张迈曾早年曾在西安交通大学工作；1977年曾被安排到复旦大学进修；1980年回到西安交大，历任党委宣传部秘书、广播电视中心副主任、主任，党委宣传部副部长。1985年，考入交大社会科学系，攻读思想政治教育专业。1995年，张迈曾出任西安交通大学党委宣传部部长；1996年，升任党委副书记、兼宣传部长。
2000年，张迈曾离开工作了二十多年的西安交大，出任中共陕西省委宣传部副部长；2002年，转任省委副秘书长；2005年，任省委组织部副部长；2008年，升任组织部常务副部长。2011年1月，在陕西省第十一届人大第四次会议上，被增补为省人大常委会副主任、兼代表资格审查委员会主任委员；并于2013年1月，连任第十二届陕西省人大常委会副主任。
2014年4月，中共中央组织部宣布，任命张迈曾兼任西安交通大学党委书记。
2018年1月，不再擔任陝西省人大常委會副主任。
2020年11月，不再擔任西安交通大学党委书记。